# Lower Nazeing
Lower Nazeing is een plaats in het bestuurlijke gebied Epping Forest, in het Engelse graafschap Essex. In 2001 telde het plaats 4173 inwoners.